# Seda Uslu
Zeynep Seda Uslu Eryüz (Istanbul, 30 ottobre 1983) è un'ex pallavolista turca, di ruolo di palleggiatrice.

## Carriera

### Club
La carriera da professionista di Seda Uslu, anche note come Seda Eryüz, inizia nella stagione 1998-99, quando fa il suo debutto nella Voleybol 1. Ligi turca con la maglia del Güneş Sigorta, club al quale resta legata per quattro annate. Nella stagione 2002-03 gioca col VakıfBank GS, club nato dall'accorpamento della sua precedente società al VakıfBank: vi gioca per tre campionati, vincendo due scudetti su tre finali disputate e la Top Teams Cup 2003-04.
Dopo un'annata al Galatasaray, nel campionato 2005-06 si lega per tre stagioni all'Eczacıbaşı, club col quale vince altri due scudetti su tre finali disputate ed una Coppa di Turchia. Nella stagione 2009-10 gioca nel Beşiktaş, mentre nella stagione seguente torna a vestire la maglia del Galatasaray, prima di passare nel campionato 2011-12 al Fenerbahçe, club col quale vince la Champions League.
Nei campionati 2012-13 e 2013-14 ritorna a giocare per il Beşiktaş, raggiungendo la finale della Challenge Cup 2013-14, persa contro le russe dello Zareč'e Odincovo. Nella stagione 2014-15 viene ingaggiata dal Bursa BB, aggiudicandosi la Challenge Cup; resta a Bursa anche nella stagione seguente, vestendo tuttavia la maglia del Nilüfer.
Nel campionato 2016-17 approda allo Halkbank, mentre nel campionato seguente veste per la terza volta in carriera la maglia del Beşiktaş. Nella stagione 2018-19 si lega nuovamente al Nilüfer, ritirandosi al termine dell'annata.

## Palmarès

### Club
- Campionato turco: 4

2003-04, 2004-05, 2006-07, 2007-08
- Coppa di Turchia: 1

2008-09
- Champions League: 1

2011-12
- Top Teams Cup: 1

2003-04
- Challenge Cup: 1

2014-15